# 양화금항
양화금항은 경상남도 남해군 삼동면 동천리, 양화금마을 인근에 있는 어항이다. 2002년 8월 6일 어촌정주어항으로 지정하여 관리하고 있다. 시설관리자는 남해군수이다.

## 어항 연혁
- 옛날에 도사가 지나면서 앵소유지(鶯巢有枝)라 하여 양(楊)자와 꽃화(花)를 땄으며, 마을주변을 둘러싼 4개의 산(물금산, 금미산, 잉금산, 기금산, 강금산)의 금(金)자를 따서 양화금으로 불리다가 비단금(錦)으로 바꾸어 양화금으로 유래되었다.

## 어항 시설
- 방파제 L=118, B=6.4m, 선착장 L=54m, B=6.6m, 호안 L=121, B=6.0m, 물량장 L=133m, B=18m

## 주요 어종
- 멍게, 홍합, 도다리, 볼락 등